# Chileanoscopus repandus
Chileanoscopus repandus är en insektsart som beskrevs av Freytag och Morrison 1969. Chileanoscopus repandus ingår i släktet Chileanoscopus och familjen dvärgstritar. Inga underarter finns listade i Catalogue of Life.